# La Torre (Àvila)
La Torre  és un municipi de la província d'Àvila, a la comunitat autònoma de Castella i Lleó. El 2020 tenia 230 habitants.